# تل المقلوب
تل المقلوب (التل المنقلب) هو موقع أثري يقع في محافظة عجلون في الأردن. يعود تاريخه إلى العصور البرونزية والعصر الحديدي.

## الموقع
يقع تل المقلوب على قمة تل تطل على منعطف في وادي يابس، في منطقة تعرف في العصور الكتابية بـجلعاد. ويقع على بُعد 35 كيلومترًا من بحر الجليل، 75 كيلومترًا من البحر الأبيض المتوسط، 11 كيلومترًا شرق نهر الأردن، 3 كيلومترات شمال شرق حلاوة، و20 كيلومترًا جنوب-جنوب غرب بيت شيآن، إسرائيل.

## تحديد الهوية الكتابية
تم تحديد تل المقلوب عادةً بمدينة جابيش جلعاد الكتابية.  ويُعتقد أن هذا التحديد يتفق مع الوصف المقدم من قبل يوسابيوس، الذي وصف "إيابيس جالعاد" في القرن الرابع الميلادي كـ "قرية عبر الأردن تقع في الجبال على بُعد ستة أميال من مدينة بيلا على الطريق إلى جراسا." 
بعض علماء الكتاب المقدس، بما في ذلك نيلسون غلوك, يفضلون تحديد جابش جلعاد في تل أبو الخراز، الواقعة شرق وادي يابس بعيدًا. يستند هذا الت
حديد إلى الحساب المذكور في كتاب صموئيل، الذي يذكر أن جابش كانت تبعد سيرة ليلية عن بيت شيآن. 

## الاكتشافات
كان تل المقلوب محاطًا بسور دفاعي ضخم، وما زالت بعض أجزاء منه مرئية حتى اليوم.  تم العثور هنا على قشور من عصور البرونز المبكرة (I-II) والبرونز المتوسطة (I-IIA) والعصور الحديدية (I-II) والرومانية-البيزنطية. 
بناءً على الدراسات الأثرية التي أجريت في الموقع، كان تل المقلوب مدينة محصنة كبيرة خلال العصر الحديدي، وتم تجهيز التلال القريبة لأول مرة للزراعة.

## الملاحظات
1. ↑  Merrill، S (1883) [1881]. East of the Jordan: a record of travel and observation in the countries of Moab, Gilead, and Bashan. R. Bentley. New York: Scribner's. ص. 440.{{استشهاد بكتاب}}:  صيانة الاستشهاد: مكان بدون ناشر (link)
2. ↑  Noth، M. (1953). "Jabesh-gilead: Ein Beitrag zur Methode alttestamentischer Topographie". Zeitschrift des Deutschen Palästina-Vereins: 28–41.
3. ↑  Simons، J (1959). The Geographical and Topographical Texts of the Old Testament: A Concise Commentary in XXXII Chapters. Leiden: Brill. ص. 315.
4. ↑  Aharoni، Y. (1979). Rainey، A.F. (المحرر). The Land of the Bible: A Historical Geography (ط. 2). London: Burns & Oates. ص. 379, 437.
5. ↑  Finkelstein، Israel؛ Lipschits، Oded؛ Koch، Ido (2012). "The Biblical Gilead: Observations on Identifications, Geographic Divisions and Territorial History.". Ugarit-Forschungen ; Band 43 (2011). [Erscheinungsort nicht ermittelbar]. ص. 131. ISBN:978-3-86835-086-9. OCLC:1101929531. مؤرشف من الأصل في 2023-05-11.{{استشهاد بكتاب}}:  صيانة الاستشهاد: مكان بدون ناشر (link)
6. ↑  McDonald، Burton (2000). East of the Jordan: Territories and Sites of the Hebrew Scriptures (PDF). American Schools of Oriental Research. ص. 202–204. مؤرشف من الأصل (PDF) في 2023-04-04.
7. 1 2 3  Glueck, Nelson (1943). "Some Ancient Towns in the Plains of Moab". Bulletin of the American Schools of Oriental Research (بالإنجليزية). 91: 8–10. DOI:10.2307/3219054. ISSN:0003-097X. Archived from the original on 2023-02-12.